# Унгуру, Шабтай
Шабтай Унгуру (ивр. שבתאי אונגורו‎, 1 января 1931, Поду-Илоаей, Яссы — 6 января 2024) — израильский историк математики и естественных наук.

## Биография
Родился в румынском Поду-Илоаее; изучал философию, филологию, историю и математику в Ясском университете. В 1961 году иммигрировал в Израиль. Докторскую степень в области истории науки получил в Висконсинском университетите в Мэдисоне в 1970 году, с 1970 по 1982 год был ассистентом и доцентом кафедры истории Университета Оклахомы.
В 1983 году назначен адъюнкт-профессором Тель-Авивского университета, в 1987 году стал профессором. С 1991 по 1997 год занимал должность директора Института истории и философии науки и идей Кона в Тель-Авивском университете.

## Избранные работы
Книги
- Fried, Michael N. Apollonius of Perga's Conica: Text, Context, Subtext / Michael N. Fried, Sabetai Unguru. — Leiden : Brill, 2001. — ISBN 978-90-04-11977-2.
- Witelonis Perspectivae liber secundus et liber tertius: Books II and III of Witelo's Perspectiva. — Wrocław : The Polish Academy of Science Press, 1991. — Vol. XXVII. — ISBN 978-83-04-03086-2.
- Unguru, Sabetai. מבוא לתולדות המתמטיקה :  [иврит]. — Tel Aviv : Ministry of Defence Publications, 1989. — ISBN 978-965-05-0420-5.
- Witelonis Perspectivae liber primus: Book I of Witelo's Perspectiva. — Wrocław : The Polish Academy of Science Press, 1977. — Vol. XV.

Статьи
- Unguru, Sabetai (1975). On the Need to Rewrite the History of Greek Mathematics. Archive for History of Exact Sciences. 15 (1). Springer Nature: 67–114. doi:10.1007/bf00327233. ISSN 0003-9519. JSTOR 41133441.
- Unguru, Sabetai (1979). History of Ancient Mathematics: Some Reflections on the State of the Art. Isis. 70 (254): 555–565. doi:10.1086/352342. JSTOR 230723.